# Station Chorzów Stary
Station Chorzów Stary is een spoorwegstation in de Poolse plaats Chorzów.